# جولی تاورز
جولی تاورز (انگلیسی: Julie Towers؛ زادهٔ ۱۲ اکتبر ۱۹۷۶) بازیکن هاکی روی چمن اهل استرالیا بود. او در بازی های المپیک تابستانی ۲۰۰۰ در سیدنی موفق به کسب مدال طلا شده است .